# Déformation plastique
« Plasticité » redirige ici. Pour les autres significations, voir Plasticité (homonymie).
Pour les articles homonymes, voir Plastique.

Diagramme contrainte-déformation montrant la loi de comportement d'un métal non-ferreux ductile (contrainte, déformation). Le point 2 représente la limite d'élasticité. Le point 4 correspond à la contrainte nécessaire pour entrainer une déformation résiduelle de 0,2 %, cela correspond à une déformation plastique.

La théorie de la plasticité traite des déformations irréversibles indépendantes du temps, elle est basée sur des mécanismes physiques intervenant dans les métaux et alliages mettant en jeu des mouvements de dislocations (un réarrangement de la position relative des atomes, ou plus généralement des éléments constitutifs du matériau) dans un réseau cristallin sans influence de phénomènes visqueux ni présence de décohésion endommageant la matière. Une des caractéristiques de la plasticité est qu’elle n’apparaît qu’une fois un seuil de charge atteint.
Lorsqu'une pièce est sollicitée (on la tire, on la comprime, on la tord, etc.), celle-ci commence par se déformer de manière réversible (déformation élastique), c'est-à-dire que ses dimensions changent, mais elle reprend sa forme initiale lorsque la sollicitation s'arrête.
Certains matériaux, dits fragiles, cassent dans ce mode de déformation si la sollicitation est trop forte.
Pour les matériaux dits ductiles, une augmentation suffisante de la sollicitation entraîne une déformation définitive ; à l'arrêt de la sollicitation, la pièce reste déformée. C'est par exemple le cas d'une petite cuillère qui a été tordue : on ne pourra jamais la redresser pour lui faire reprendre sa forme initiale,.

## Critères de plasticité généraux
On considère le cas d’une déformation uniaxiale (traction-compression), ce qui permet de définir un seuil de plasticité σy en traction ou compression.
On établit alors un critère de plasticité attaché à une notion de valeur critique, à partir de laquelle se produit une déformation irréversible.
Deux des critères les plus courants sont détaillés ici :
- le critère de Tresca ;
- le critère de Von Mises.

Pour simplifier les choses, on choisit les trois axes principaux orthogonaux, tels que les contraintes de cisaillement soient nulles. Le tenseur des contraintes devient :
{\displaystyle \sigma ={\begin{pmatrix}\sigma _{1}&0&0\\0&\sigma _{2}&0\\0&0&\sigma _{3}\end{pmatrix}}} (3.3)

### Critère de Tresca

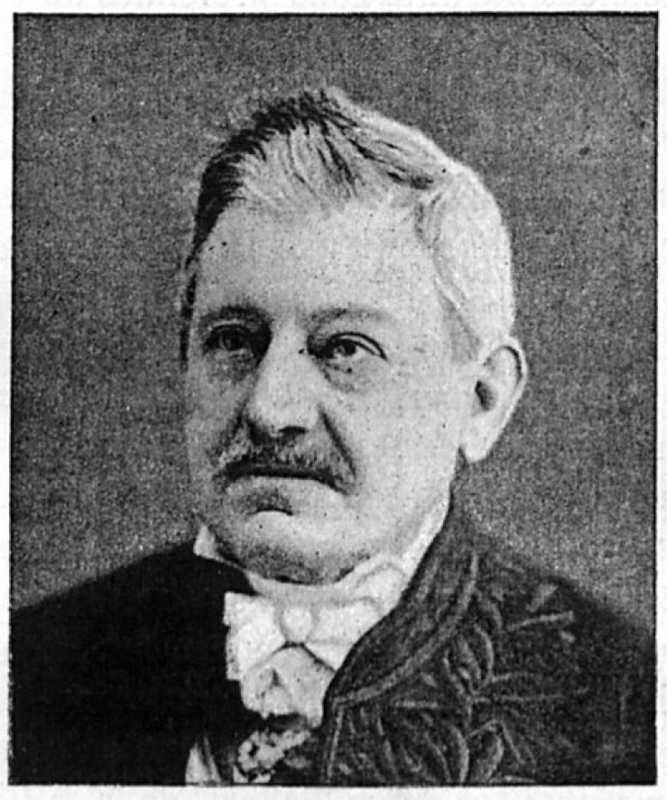
Henri Tresca.

Le critère de Tresca, établi expérimentalement en 1867 par une série d'expériences sur des échantillons de plomb de formes variées, spécifie qu'un matériau va se déformer plastiquement lorsque la contrainte de cisaillement maximale atteint une valeur critique σc.
Si les trois contraintes principales sont telles que σ1 > σ2 > σ3, le critère de Tresca s’écrit :
{\displaystyle \sigma _{1}-\sigma _{3}=2\times \sigma _{\text{c}}=\sigma _{y}}

### Critère de von Mises
Le critère de l'énergie de distorsion maximum a été formulé indépendamment par de nombreux auteurs : Otto Mohr (1900), Huber (1904), von Mises (1913) ; valable pour la plupart des métaux, en particulier l'acier, il peut s’écrire par une relation entre les contraintes principales :
{\displaystyle F(\sigma )=(\sigma _{1}-\sigma _{2})^{2}+(\sigma _{2}-\sigma _{3})^{2}+(\sigma _{3}-\sigma _{1})^{2}=2\times \sigma _{y}^{2}}
Ce critère seul ne sert qu'à déterminer l'état de contrainte qui entraîne un glissement indéterminé des plans moléculaires les uns sur les autres ; il ne suffit pas pour calculer la déformation proprement dite : il faut lui adjoindre une relation physique, appelée règle d'écoulement. La première règle d'écoulement (règle de Lévy-Mises, 1935) a été formulée pour le critère de Mises : elle exprime que le tenseur « taux de déformation » {\displaystyle {\overset {\cdot }{\varepsilon }}} est proportionnel au gradient du critère de plasticité dans l'espace des contraintes. Algébriquement, pour chaque direction principale k,
{\displaystyle {\overset {\cdot }{\varepsilon }}_{k}=\lambda \cdot {\frac {\partial F(\sigma )}{\partial \sigma _{k}}},~~k=1,..,3}
Le « multiplicateur plastique » λ est un scalaire (nombre), déterminé par le travail des forces extérieures. On peut vérifier que cette règle traduit implicitement le constat empirique (et conforme au modèle des plans de glissement moléculaires sans interpénétration) que les déformations plastiques sont isochores, c'est-à-dire sans variation de volume : il est en effet facile de vérifier avec la règle de Lévy-Mises que
{\displaystyle tr({\overset {\cdot }{\varepsilon }})={\overset {\cdot }{\varepsilon }}_{1}+{\overset {\cdot }{\varepsilon }}_{2}+{\overset {\cdot }{\varepsilon }}_{3}=0}
Sous l'impulsion de plusieurs chercheurs (L. Prandtl, Reuss, A. Nadai, R. Hill, Kachanov), la règle de Lévy-Mises a été généralisée aux autres critères sous la forme d'un « principe du travail (de déformation plastique) maximal ».

## Applications pratiques
La déformation plastique permet la mise en forme de pièces (forgeage, martelage, tréfilage, filage, laminage, estampage, emboutissage, etc.). Elle permet aussi d'absorber l'énergie d'un choc et augmente la capacité de résistance à la rupture et la protection des personnes, comme dans le cas de la tôle d'une voiture ou d'un mousqueton d'escalade.

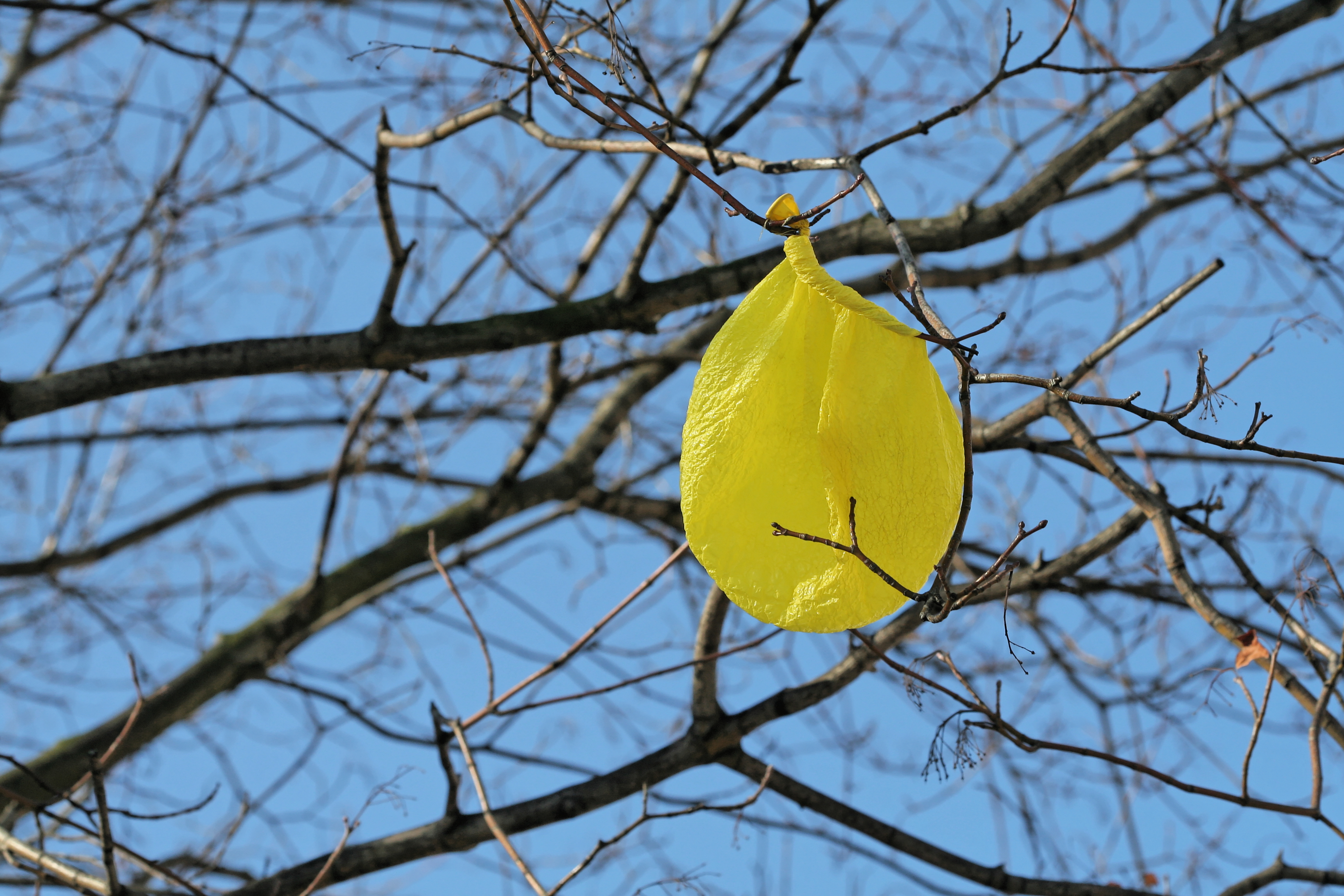
Résultat d'une déformation plastique sur un ballon de baudruche.

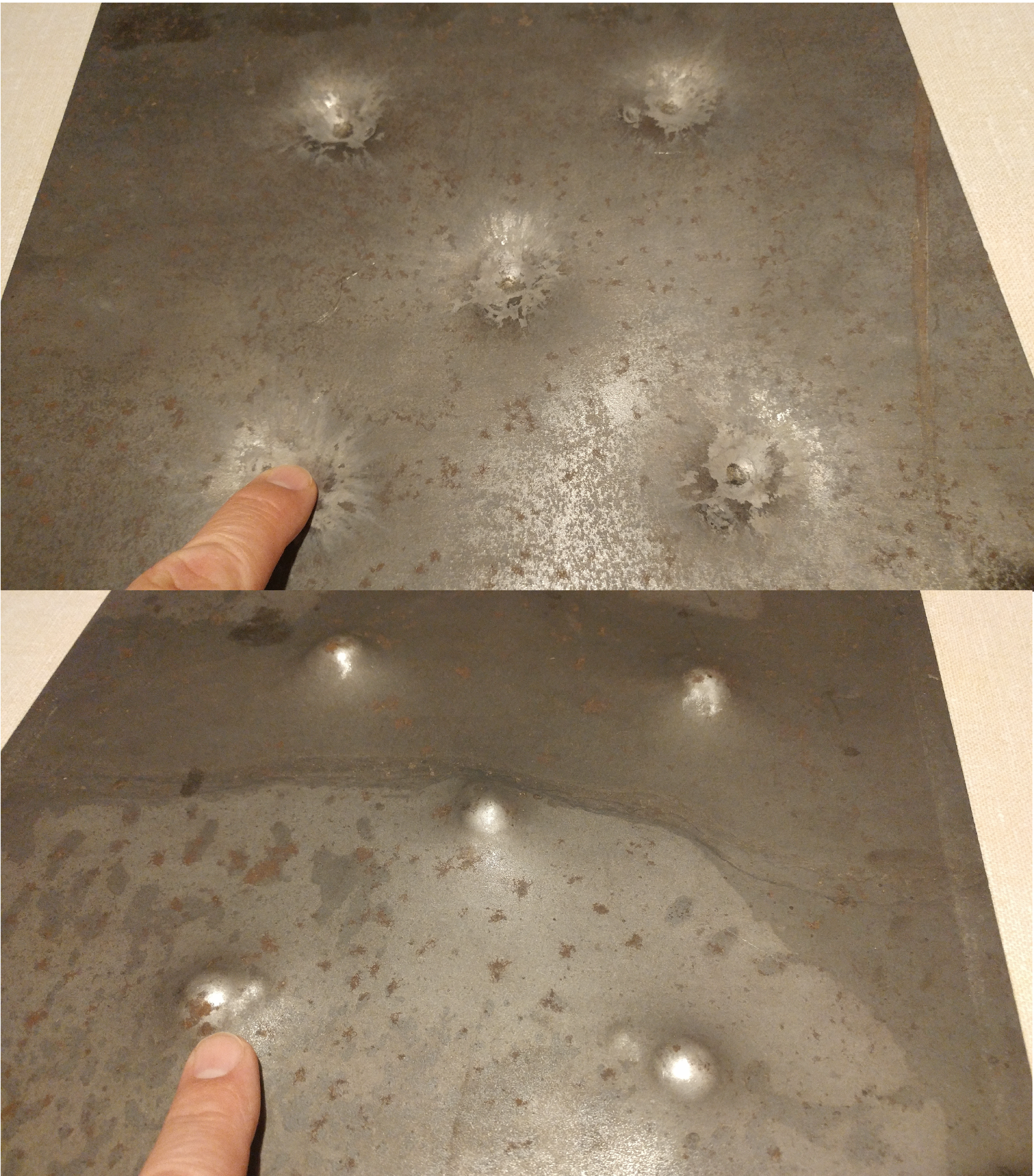
Indentation plastique d'un blindage par des projectiles.

En résistance des matériaux, il peut être nécessaire de quantifier la déformation plastique résultant d'une sollicitation. En effet, dans certains domaines, on interdit toute déformation plastique, on s'attache alors à ce qu'à aucun moment la contrainte ne dépasse la limite d'élasticité ; pour cela, on applique souvent un coefficient de sécurité. Mais si cette manière de concevoir est prudente, elle donne en revanche des mécanismes et des structures lourds. Si l'environnement et le comportement du système sont maîtrisés, on peut admettre une déformation plastique lors de certaines phases de vie du système, mais il faut pouvoir quantifier ces déformations afin de s'assurer que cela ne compromet pas le fonctionnement du système.

## Mécanismes de la déformation plastique
Les mécanismes de déformation diffèrent selon les types de matériaux (tôle, polymères, métaux, céramiques).
Dans tous les cas, la déformation plastique résulte de mouvements au sein de la matière. Ces mouvements s'accompagnent de frottements (force de Peierls-Nabarro dans le cas des dislocations), et produisent donc de la chaleur.
L'échauffement est en général négligeable, mais il peut être nécessaire de le prendre en compte si la déformation est rapide (adiabatique, la chaleur n'a pas le temps de s'évacuer et provoque une élévation notable de la température de la pièce).

### Essai de traction
Éprouvette
L’essai de traction consiste à tirer sur une barre, et permet d’extraire la courbe contrainte déformation unidimensionnelle du matériau illustrée sur la figure 1.1. On observe au cours d’un chargement monotone croissant que la courbe présente deux phases :
Première phase. Elle est définie par σ < σ0. La relation entre σ et ɛ est linéaire.
Si le chargement n’a pas dépassé la limite de contrainte σ0, la décharge repassera par le même chemin :
il y a réversibilité ; c’est la définition de l’élasticité. La relation de comportement s’écrit : 
σ = E.ε
où E est le module de Young, identifié comme la pente de la droite.
Seconde phase. Elle est caractérisée par σ > σ0. Le matériau gagne le domaine plastique. Pour observer l’irréversibilité liée au comportement plastique, il est nécessaire d’effectuer une décharge de l’éprouvette. La décharge effectuée à partir d’une contrainte σ1 supérieure à la limite d’élasticité initiale σ0 ne se fait pas suivant la courbe de charge mais suivant une droite de pente E : c’est de nouveau un comportement élastique et réversible. On identifie donc une partition additive de la déformation uniaxiale en parties élastique et plastique :
ɛ= ɛe + ɛp
où ɛe est la déformation élastique, réversible (récupérable à la décharge), liée à la contrainte au travers de la loi d’élasticité (σ= Eɛe) et où ɛp la déformation plastique, irréversible ou résiduelle.

Courbe de traction d'un essai de traction interrompu dans le domaine plastique : déformation élastique ε_{e} et déformation plastique ε_{p}.

En conclusion sur un essai de traction simple (uniaxial), la déformation plastique produit un allongement irréversible de l'éprouvette. Sur la courbe contrainte-déformation, la partie élastique correspond à la partie linéaire (droite) de la courbe, le domaine plastique correspond à l'infléchissement de cette courbe. La limite entre les deux domaine définit la limite d'élasticité notée ici Re.
Si l'essai en cours est arrêté (avant striction et rupture), l'éprouvette se rétracte élastiquement d'une valeur εe, mais conserve une déformation résiduelle εp, qui constitue la déformation plastique.
Dans le cas tridimensionnel, on peut se demander pour quelle « magnitude » du tenseur des contraintes σ la plasticité apparaît. On introduit un critère portant sur une fonction de charge f(σ) à valeur scalaire, définie de façon conventionnelle comme étant inférieure ou égale à zéro, de sorte que :
- f(σ) < 0 : élasticité ;
- f(σ) = 0 : plasticité possible.

Cette fonction définit le domaine dans l’espace des contraintes à six dimensions (ou dans l’espace des contraintes principales à trois dimensions) à l’intérieur duquel toute variation de contrainte n’engendre que des variations de déformation élastique. L’ensemble des états de contrainte σ tels que f(σ)=0 définit la surface de charge. La fonction de charge permet de transformer un état de contrainte complexe à six dimensions en une valeur scalaire équivalente pouvant être comparée à une donnée expérimentale facile d’accès, la limite d’élasticité en traction.

#### Relations descriptives
Différentes équations permettent de décrire la relation entre la déformation et la contrainte au cours d'un essai de traction.
On peut citer :
- Ramberg-Osgood : {\displaystyle \epsilon ={\frac {\sigma }{E}}+K\left({\frac {\sigma }{E}}\right)^{n}}
- Hollomon : {\displaystyle \sigma =K{\epsilon _{p}}^{n}}
- Ludwik : {\displaystyle \sigma =\sigma _{0}+K{\epsilon _{p}}^{n}}
- Swift[8] : {\displaystyle \sigma =K\left(\epsilon _{0}+\epsilon \right)^{n}}
- Legoff Saada[8] : {\displaystyle \sigma =A+\ln {(\epsilon +\epsilon _{0})}}
- Voce[8] : {\displaystyle \sigma =\sigma _{0}+(\sigma _{max}-\sigma _{0})(1-e^{-b\epsilon })}

Métaux
La déformation plastique se produit par un glissement des plans atomiques les uns sur les autres, à la manière des cartes à jouer d'un paquet, et ce glissement de plans atomiques se fait grâce au déplacement de défauts linéaires appelés « dislocations ». À un stade avancé de la déformation, les dislocations permettant ces glissements se localisent dans certaines zones de la pièce déformée, préférentiellement les zones de concentration de contraintes. La localisation se traduit par la formation de bandes dites « bandes de Hartmann-Lüders. »
La formation d'une bande de Hartmann-Lüders est précédée par une plastification et une chute de la contrainte : elle matérialise la frontière entre la zone plastique et la zone encore élastique du métal. Les bandes de Lüders s'amorcent généralement à une extrémité de l'échantillon et se propagent vers un bord opposé. En se propageant, elle forme un angle caractéristique d'environ 50–55° avec l'axe de traction de l'échantillon. Dans cette phase de propagation, la courbe contrainte-déformation nominale présente un plateau. Une fois qu'elle débouche à l'autre extrémité de l'échantillon, la déformation reprend un accroissement monotone avec écrouissage. Parfois, en changeant la température ou le taux de déformation, les bandes de Hartmann-Lüders provoquent un effet Portevin–Le Chatelier ce qui implique que les deux phénomènes sont liés,.
Polymères
La déformation irréversible est due à un glissement des chaînes polymères les unes par rapport aux autres. On est plus dans le domaine de la viscosité que dans celui de la plasticité ; selon le comportement du polymère, on parle de viscoélasticité ou de viscoplasticité.
Pour comprendre le comportement d'un matériau polymère lors d'une sollicitation en traction par exemple, et donc prédire sa rupture, les polyméristes s'appuient sur des courbes décrivant l'évolution de la contrainte en fonction de la déformation. Ces courbes, décrivant le comportement mécanique, sont découpées en différents domaines.
Pour des petites déformations, le polymère suit un comportement linéaire décrit par la loi de Hooke :
σ= E.ɛ
Pour des déformations légèrement supérieures, on entre dans le domaine viscoplastique. C'est le domaine plastique.
Le seuil de plasticité, noté « y », représente la limite entre le domaine élastique et le domaine plastique. Typiquement, ce seuil intervient aux environs de 5 à 15 % de déformation.
Pour le domaine plastique, on distingue différentes zones :
- l'apparition de la striction, où la déformation plastique est instable du fait de la localisation des déformations. Cette striction est générée par les bandes de cisaillement ;
- la zone d'étirage, qui s'étend sur de grandes déformations et qui correspond à l'allongement et à l'alignement des chaînes de polymère à contrainte constante ;
- le durcissement final, étape durant laquelle les chaînes sont en extension ;
- la rupture, où le polymère cède[5].

### Essai de compression

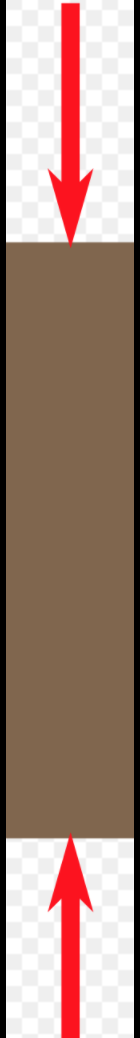
Compression uniaxiale.

Un essai de compression mesure la résistance à la compression d'un matériau sur une machine d'essais mécaniques suivant un protocole normalisé.
Les essais de compression se font souvent sur le même appareil que l'essai de traction mais en appliquant la charge en compression au lieu de l'appliquer en traction.
Pendant l'essai de compression, l'échantillon se raccourcit et s'élargit.
La déformation relative est « négative » en ce sens que la longueur de l'échantillon diminue.
La compression tend de plus à amplifier les irrégularités latérales de l'échantillon et, au-delà d'une contrainte critique, l'échantillon peut fléchir et la flèche peut s'accentuer jusqu'au flambage[réf. nécessaire].

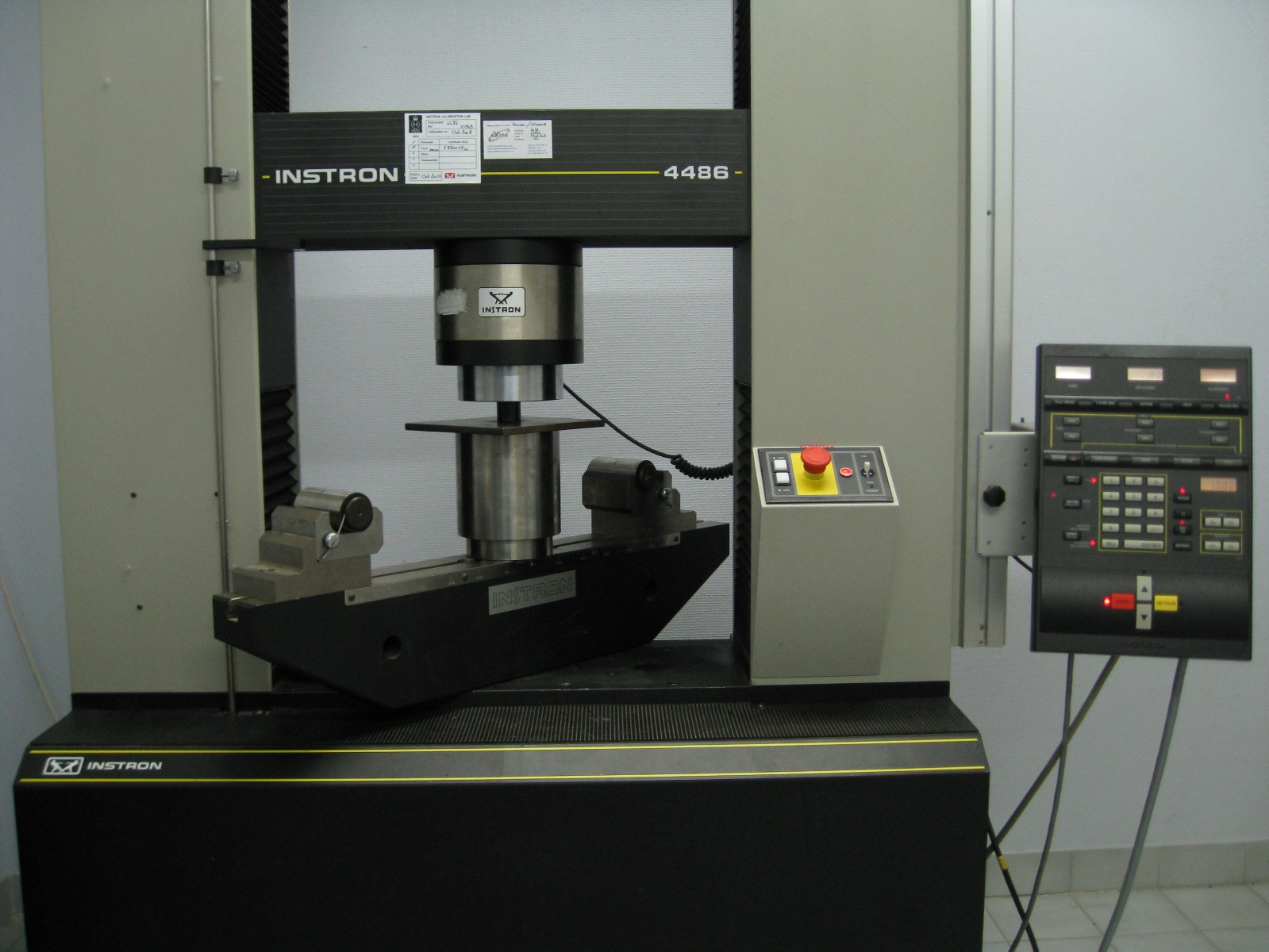
Essai de compression d'un cylindre en matériau composite sur une machine d'essai universelle, nécessitant une machine renforcée et un
capteur de force de capacité élevée.

## Paramètres influençant la plasticité
En général, les polymères ont la capacité de réorienter leurs chaînes à l’instar des autres matériaux (céramiques et métaux). Leur comportement mécanique est donc très sensible à la température et à la vitesse de sollicitation, car ces paramètres influent sur la mobilité des chaînes. Ce sont ces deux paramètres principaux qui agissent par voie de conséquence sur la plasticité.la structure des molécules joue également un rôle important sur les propriétés mécaniques des matériaux.Par exemple, la longueur des chaînes et leurs enchevêtrements vont influer sur la mobilité moléculaire et donc sur la plasticité.

### Température
La température est un paramètre essentiel sur le comportement mécanique. C’est ce paramètre qui est pris en compte pour le tracé des cartes de résistance mécanique. Une telle dépendance s’explique par le fait que la mobilité moléculaire augmente énormément avec la température. En revanche, la limite élastique diminue progressivement quand on augmente la température.
Le comportement des polymères est souple et ductile à haute température (T > Tv).
Le comportement mécanique des polymères à basse température (T< 0,8 Tv) est un comportement rigide et fragile.

### Vitesse de sollicitation
En ce qui concerne l’influence de la vitesse de sollicitation, l’évolution de comportement mécanique des polymères en vitesse de sollicitation est presque équivalente à l’évolution de comportement mécanique des polymères en température. Plus la vitesse de sollicitation est élevée, et plus les polymères sont rigides et fragiles. En revanche, ils sont souples et ductiles à vitesse de sollicitation lente.
La vitesse de sollicitation agit principalement sur la vitesse de déformation du polymère.

### Pression hydrostatique
Entre les unités constitutives d’un polymère, il existe un volume, appelé volume libre, sur lequel l’exercice d’une pression modifie considérablement les propriétés mécaniques, en l’occurrence la contrainte critique.
Expérimentalement, on constate pour la plupart des polymères que :
- le seuil de plasticité σy en traction est plus faible que celui en compression uniaxiale. En effet, la contrainte de compression augmente fortement entre les unités constitutives du polymère et donc le glissement va être plus difficile ;
- le seuil de plasticité σy croît fortement avec la pression hydrostatique car les polymères sont sensibles à la pression, du fait de l’existence du volume libre disponible entre les unités constitutives.

### Loi de Eyring
Tous les paramètres précédemment cités influent sur la plasticité des polymères. Ces paramètres entrent également en jeu dans la loi de Eyring qui permet, comme les critères de plasticité, de décrire le comportement des polymères amorphes en déformation.
Cette approche de Ree-Eyring date de 1958 et a été développée par Duckett et Bauwens par la suite.
Il s’agit essentiellement d’une loi phénoménologique traitant la déformation plastique comme un processus d’écoulement visqueux, activé à la fois par la température et le travail des contraintes.
Ainsi, les caractéristiques moléculaires de la chaîne polymère ne sont pas seules responsables du processus de déformation.
Grâce à ce modèle, on est en mesure de calculer le seuil de plasticité en le reliant au temps de relaxation d’une portion de chaîne moléculaire ainsi qu’à la barrière d’énergie intermoléculaire.
On montre alors que :
{\displaystyle {\frac {\sigma _{y}}{T}}={\frac {2k}{V^{*}}}\ln \left({\frac {\epsilon '}{\epsilon _{0}'}}\right)+{\frac {2\Delta G}{TV^{*}}}} (4.1)
La pression hydrostatique influence le temps de relaxation des chaînes, il convient donc d’en tenir compte dans le calcul. On montre ainsi que la vitesse de déformation devient :
{\displaystyle \epsilon '=2\epsilon _{0}'\exp \left(-{\frac {\Delta G}{kT}}\right)\sinh {\frac {\sigma _{c}V^{*}+p\Delta v}{kT}}} (4.2)
D’après Bauwens-Crowet, on obtient pour le polycarbonate une série de droites parallèles pour diverses températures.
L'évolution linéaire de σy/T en fonction de log() confirme la loi de Eyring. Cependant, des mesures similaires sur le PMMA (ou le PVC) montrent l’obtention de courbes et non de droites.
Cette différence peut s’expliquer par l’existence de transitions secondaires omis dans les hypothèses de la théorie de Eyring.
Cela revient à ne pas considérer le travail de la contrainte appliquée sur les groupements latéraux, ce qui est possible avec le PC qui possède des groupements latéraux relativement petits.